# Stein (Ruppichteroth)
Stein ist ein ehemaliger Ortsteil der Gemeinde Ruppichteroth. Heute gehört er zum Zentralort.

Das Dorf Ruppichteroth 1900 mit den ehemaligen Ortsteilen

## Lage
Stein liegt im Tal des Waldbrölbaches. Südlich liegt Ifang. Stein ist über die Landesstraße 312 erreichbar.

## Geschichte
1809 ist der Ort noch nicht verzeichnet.
1901 hatte der Weiler 18 Einwohner, die Familien der Ackerer F. G. Heinrichs, Wilhelm Hartmann und Heinrich Hartmann. 1910 waren die Ackerer Wilhelm Henrichs, August und Wilhelm Hartmann verzeichnet.